# Rumer Willis
Rumer Glenn Willis (Paducah (Kentucky), 16 augustus 1988) is een Amerikaans actrice. Ze is vernoemd naar de Britse schrijfster Rumer Godden.
Ze is de oudste dochter van de acteurs Bruce Willis en Demi Moore. In veel films waar ze in mee heeft gespeeld, speelde een van haar ouders de hoofdrol. Toen ze vijf jaar oud was, maakte ze haar filmdebuut in de film Now and Then (1995). Later volgden andere rollen in de films Striptease en The Whole Nine Yards.